# My Four Years in Germany
My Four Years in Germany er en amerikansk stumfilm fra 1918 af William Nigh.

## Medvirkende
- Halbert Brown
- Willard Dashiell - Edward Goschen
- Louis Dean - Wilhelm II
- Earl Schenck - Wilhelm
- George Riddell - Paul von Hindenburg